# Dedova jama
Dedova jama je chráněný areál v katastrálním území obce Červeník v okrese Hlohovec v Trnavském kraji na Slovensku. Území bylo vyhlášeno v roce 1994 a jeho rozloha je 29,57 hektaru. Předmětem ochrany je zbytek lužního lesa, důležitého krajinotvorného prvku a útočiště živočichů. V lese rostou bledule letní (Leucojum aestivum) a další chráněné druhy rostlin.